# Prosoplus lividus
Prosoplus lividus är en skalbaggsart som beskrevs av Masaki Matsushita 1935. Prosoplus lividus ingår i släktet Prosoplus och familjen långhorningar. Inga underarter finns listade i Catalogue of Life.